# Yashmakia vanbraeckeli
Yashmakia vanbraeckeli är en fjärilsart som beskrevs av Debauche 1941. Yashmakia vanbraeckeli ingår i släktet Yashmakia och familjen mätare. Inga underarter finns listade i Catalogue of Life.